# Endlosrille
Der Begriff Endlosrille (englisch „locked groove“) bezeichnet eine Technik bei der Schallplattenherstellung, bei dem eine Plattenrille so gepresst wird, dass sie kreisrund wieder in sich selbst zurück läuft und nicht – wie sonst üblich – spiralförmig nach innen verläuft. Für die Anwendung gibt es mehrere Gründe.

## Funktion
Grundsätzlich haben alle handelsüblichen Schallplatten eine Auslaufrille, die in sich selbst zurückführt. In diese mündet der Tonarm, wenn die Platte zu Ende gespielt wurde. Damit wird verhindert, dass der Tonarm in Leere läuft oder beschädigt wird, falls der Plattenspieler keine Abschaltautomatik haben sollte. Diese Spur beinhaltet aber in der Regel kein Audio-Signal – ist also stumm.
Das Beatles-Album Sgt. Pepper’s Lonely Hearts Club Band von 1967 war die erste Schallplatte, die in der Auslaufrille der zweiten Seite ein sehr psychedelisch klingendes Geräusch untergebracht hatte, das endlos wiederholt wird, bis man den Plattenspieler schließlich manuell ausschaltet. Danach haben verschiedene Bands diese Technik aus verschiedenen Gründen sporadisch wiederholt, oft um z. B. ein Lied, das sich über mehr als eine Plattenseite erstreckt, kunstvoll unterbrechen zu können.
Auch im Techno-Bereich und vielen anderen Sparten der elektronischen Musik, bei denen immer wiederkehrende Klangmuster (Loops) eine Rolle spielen, fand die Technik Einzug – insbesondere bei der Herstellung von Platten für DJs, wobei die Spur nicht nur am Ende eingesetzt wurde, sondern die Platten überwiegend Tonspuren mit Endlosrillen enthielten, die dann das Mixen vereinfachen: Hatte der Tonarm nach dem Durchlaufen einer Sequenz das Ende erreicht, verharrte er in der Endlosspur, wobei immer wieder dieselbe Teilsequenz abgespielt wurde. Durch geeignete Kombinationen von Spurlänge und Grundtempo wurde sichergestellt, dass der Übergang in die Endlosspur musikalisch und rhythmisch passte. Nicht wenige Platten bestanden in der Folge sogar ausschließlich aus solchen einzelnen Endlosrillen.
Wird nach Erreichen der Endlosspur nicht auf eine andere Platte umgepegelt, ertönt ab dann immer derselbe Rhythmus. In der Techno-Szene benutzt man dann auch öfters den Begriff „Killer-Loop“, der eigentlich ein Begriff der Wellenreiter ist, wo er einen besonders gefährlichen Looping bezeichnet. Der Begriff „killer“ bezieht sich hier auf die negative Wirkung eines monotonen Klangs auf die Hörer.

## Nutzung
Um Schallplatten mit Endlosspuren herstellen zu können, benötigten die Presswerke ein Masterband oder elektronische Vorlagen, welche eine definierte Länge besaßen. Die Dauer eines solchen Loops ergibt sich aus der jeweiligen Abspielgeschwindigkeit der Schallplatte:
- bei 33 1⁄3 min−1 = 1,8 s (entspricht bei einer Schlagfrequenz von 133,3 min−1 der Dauer eines 4⁄4-Takts)[3]
- bei 45 min−1 = 1 1⁄3 s (entspricht bei einer Schlagfrequenz von 180,0 min−1 genau einem 4⁄4-Takt)

Für ein erfolgreiches Zusammenspiel von Schallplatten und elektronischen Klangerzeugern, wie Sequenzern, war oft eine ganzzahlige BPM-Zahl nötig. Um diese nicht durch sporadisches Bremsen der Platte erreichen zu müssen, wurden Plattenteller oft auf exakt 33,0/min eingestellt oder dahingehend modifiziert. Dadurch ergab sich bei einer handelsüblichen LP-Techno-Platte mit 1,8s Spurlänge exakt die häufig anzutreffende BPM-Zahl von 132,0. Bei modernen Geräten sind sowohl Sequenzer als auch Plattenspieler elektronisch geregelt und auf jegliche Zwischenwerte einstellbar.

## Endlosrillen-Labels (Beispiele)
- Syncom Productionz[4]
- Rrygular
- Dekadent Records
- Dinamuzac